# PC-457 (駆潜艇)
PC-457 (USS PC-457) は第二次世界大戦時のアメリカ海軍の駆潜艇。
元は1939年に建造された、自動車会社ダイアモンドT社長のヨット、トルーパー (Trouper) であった。
1940年に海軍が取得し、1941年にPC-457として就役した。1941年8月14日、PC-457はプエルトリコのサンフアン近くでアメリカの貨物船SS Norlunaと衝突し沈没した。

## 要目
- 排水量：125英トン
- 全長：106フィート9インチ
- 全幅：23フィート